# Decade (Neil Young)
Decade is een verzamelalbum van Neil Young uit 1977.

## Terugblik op tien jaar
Oorspronkelijk is het album in 1977 uitgekomen op 3 LP's; in 2003 is het album op een dubbel-cd uitgegeven. Het bevat opnames over een periode van 10 jaar (1966 - 1976) en begint dus met de tijd dat Neil Young zijn carrière begon bij Buffalo Springfield. Van belang is het nummer "Burned" waarop de stem van Neil voor het eerst te horen is. Hoewel Decade bekendstaat als verzamelalbum bevat het toch een viertal nog niet eerder uitgebrachte titels.

## Tracklist
| Nr. | Titel | Duur  |
| --- | --- | ----- |
| 1.  | Down to the wire (Buffalo Springfield & Dr. John, van het nooit uitgebrachte Buffalo Springfield-album Stampede) | 2:25  |
| 2.  | Burned (Buffalo Springfield, circa eind 1966)                                                                    | 2:14  |
| 3.  | Mr. Soul (Buffalo Springfield, live opgenomen in een studio in New York)                                         | 2:41  |
| 4.  | Broken arrow (Buffalo Springfield)                                                                               | 6:13  |
| 5.  | Expecting to fly (Buffalo Springfield)                                                                           | 3:44  |
| 6.  | Sugar mountain (Persoonlijke opname kort nadat Young Buffalo Springfield had verlaten)                           | 5:43  |
| 7.  | I am a child (Buffalo Springfield)                                                                               | 2:17  |
| 8.  | The loner | 3:50  |
| 9.  | The old laughing lady                                                                                            | 5:35  |
| 10. | Cinnamon girl | 2:59  |
| 11. | Down by the river                                                                                                | 8:58  |
| 12. | Cowgirl in the sand                                                                                              | 10:01 |
| 13. | I believe in you                                                                                                 | 3:27  |
| 14. | After the gold rush                                                                                              | 3:45  |
| 15. | Southern man | 5:31  |
| 16. | Helpless (Crosby, Stills, Nash & Young)                                                                          | 3:34  |

| Nr. | Titel                                            | Duur |
| --- | ------------------------------------------------ | ---- |
| 1.  | Ohio (Crosby, Stills, Nash & Young)              | 2:56 |
| 2.  | Soldier                                          | 2:28 |
| 3.  | Old Man                                          | 3:21 |
| 4.  | A man needs a maid                               | 3:58 |
| 5.  | Harvest                                          | 3:08 |
| 6.  | Heart of gold                                    | 3:06 |
| 7.  | Star of Bethlehem                                | 2:46 |
| 8.  | The needle and the damage done                   | 2:02 |
| 9.  | Tonight's the night, part 1                      | 4:41 |
| 10. | Tired eyes                                       | 4:33 |
| 11. | Walk on                                          | 2:40 |
| 12. | For the turnstiles                               | 3:01 |
| 13. | Winterlong (voor het eerst uitgebracht)          | 3:05 |
| 14. | Deep forbidden lake (voor het eerst uitgebracht) | 3:39 |
| 15. | Like a hurricane                                 | 8:16 |
| 16. | Love is a rose (voor het eerst uitgebracht)      | 2:16 |
| 17. | Cortez the Killer                                | 7:29 |
| 18. | Campaigner (voor het eerst uitgebracht)          | 3:30 |
| 19. | Long may you run (in een CSNY-uitvoering)        | 3:48 |